# Svédország az 1998. évi téli olimpiai játékokon
Svédország a japán Naganóban megrendezett 1998. évi téli olimpiai játékok egyik részt vevő nemzete volt. Az országot az olimpián 10 sportágban 99 sportoló képviselte, akik összesen 3 érmet szereztek.

## Érmesek
| Érem  | Versenyző                                                                              | Sportág  | Versenyszám  |
| ----- | -------------------------------------------------------------------------------------- | -------- | ------------ |
| Ezüst | Pernilla Wiberg                                                                        | Alpesisí | Női lesiklás |
| Ezüst | Niklas Jonsson                                                                         | Sífutás  | Férfi 50 km  |
| Bronz | Elisabet Gustafson Margaretha Lindahl Louise Marmont Katarina Nyberg Elisabeth Persson | Curling  | Női          |

## Alpesisí
Férfi
| Versenyző      | Versenyszám            | 1. futam      | 1. futam      | 2. futam | 2. futam | Összesítés | Összesítés |
| Versenyző      | Versenyszám            | Idő           | Hely.         | Idő      | Hely.    | Idő        | Helyezés   |
| -------------- | ---------------------- | ------------- | ------------- | -------- | -------- | ---------- | ---------- |
| Martin Hansson | Műlesiklás             | nem ért célba | nem ért célba | kiesett  | kiesett  | kiesett    | kiesett    |
| Martin Hansson | Óriás-műlesiklás       | nem ért célba | nem ért célba | kiesett  | kiesett  | kiesett    | kiesett    |
| Patrik Järbyn  | Lesiklás               |               |               |          |          | 1:51,22    | 10.        |
| Patrik Järbyn  | Óriás-műlesiklás       | 1:23,19       | 22.           | 1:20,63  | 20.      | 2:43,82    | 21.        |
| Patrik Järbyn  | Szuperóriás-műlesiklás |               |               |          |          | 1:35,72    | 6.         |
| Fredrik Nyberg | Óriás-műlesiklás       | 1:22,32       | 15.           | 1:18,63  | 5.       | 2:40,95    | 10.        |
| Fredrik Nyberg | Szuperóriás-műlesiklás |               |               |          |          | 1:36,31    | 10.        |

| Versenyző     | Versenyszám | Műlesiklás    | Műlesiklás    | Műlesiklás | Műlesiklás | Műlesiklás | Műlesiklás | Lesiklás | Lesiklás | Összesítés | Összesítés |
| Versenyző     | Versenyszám | 1. futam      | 1. futam      | 2. futam   | 2. futam   | Össz.      | Össz.      | Lesiklás | Lesiklás | Összesítés | Összesítés |
| Versenyző     | Versenyszám | Idő           | Hely.         | Idő        | Hely.      | Idő        | Hely.      | Idő      | Hely.    | Idő        | Helyezés   |
| ------------- | ----------- | ------------- | ------------- | ---------- | ---------- | ---------- | ---------- | -------- | -------- | ---------- | ---------- |
| Patrik Järbyn | Összetett   | nem ért célba | nem ért célba | kiesett    | kiesett    | kiesett    | kiesett    | kiesett  | kiesett  | kiesett    | kiesett    |

Női
| Versenyző        | Versenyszám            | 1. futam      | 1. futam      | 2. futam      | 2. futam      | Összesítés | Összesítés |
| Versenyző        | Versenyszám            | Idő           | Hely.         | Idő           | Hely.         | Idő        | Helyezés   |
| ---------------- | ---------------------- | ------------- | ------------- | ------------- | ------------- | ---------- | ---------- |
| Martina Fortkord | Műlesiklás             | 53,25         | 38.           | nem ért célba | nem ért célba | kiesett    | kiesett    |
| Martina Fortkord | Óriás-műlesiklás       | 1:21,99       | 18.           | 1:34,36       | 12.           | 2:56,35    | 14.        |
| Ylva Nowén       | Műlesiklás             | 48,07         | 26.           | 48,26         | 12.           | 1:36,33    | 12.        |
| Ylva Nowén       | Óriás-műlesiklás       | nem ért célba | nem ért célba | kiesett       | kiesett       | kiesett    | kiesett    |
| Anna Ottosson    | Műlesiklás             | 47,31         | 16.           | 47,93         | 10.           | 1:35,24    | 10.        |
| Anna Ottosson    | Óriás-műlesiklás       | 1:20,48       | 8.            | 1:33,33       | 7.            | 2:53,81    | 7.         |
| Pernilla Wiberg  | Lesiklás               |               |               |               |               | 1:29,18    |            |
| Pernilla Wiberg  | Műlesiklás             | nem ért célba | nem ért célba | kiesett       | kiesett       | kiesett    | kiesett    |
| Pernilla Wiberg  | Óriás-műlesiklás       | 1:21,48       | 14.           | 1:33,92       | 10.           | 2:55,40    | 11.        |
| Pernilla Wiberg  | Szuperóriás-műlesiklás |               |               |               |               | 1:18,88    | 14.*       |

| Versenyző       | Versenyszám | Lesiklás | Lesiklás | Műlesiklás    | Műlesiklás    | Műlesiklás | Műlesiklás | Műlesiklás | Műlesiklás | Összesítés | Összesítés |
| Versenyző       | Versenyszám | Lesiklás | Lesiklás | 1. futam      | 1. futam      | 2. futam   | 2. futam   | Össz.      | Össz.      | Összesítés | Összesítés |
| Versenyző       | Versenyszám | Idő      | Hely.    | Idő           | Hely.         | Idő        | Hely.      | Idő        | Hely.      | Idő        | Helyezés   |
| --------------- | ----------- | -------- | -------- | ------------- | ------------- | ---------- | ---------- | ---------- | ---------- | ---------- | ---------- |
| Pernilla Wiberg | Összetett   | 1:28,86  | 2.       | nem ért célba | nem ért célba | kiesett    | kiesett    | kiesett    | kiesett    | kiesett    | kiesett    |

* - egy másik versenyzővel azonos eredményt ért el

## Biatlon
Férfi
| Versenyző                                                 | Versenyszám      | Lövőhiba    | Időeredmény | Helyezés |
| --------------------------------------------------------- | ---------------- | ----------- | ----------- | -------- |
| Fredrik Kuoppa                                            | 10 km sprint     | 2 (0+2)     | 29:22,0     | 21.      |
| Fredrik Kuoppa                                            | 20 km egyéni     | 2 (0+0+1+1) | 1:01:59,2   | 39.      |
| Mikael Löfgren                                            | 10 km sprint     | 1 (0+1)     | 29:31,6     | 25.      |
| Mikael Löfgren                                            | 20 km egyéni     | 2 (0+2+0+0) | 1:00:00,3   | 20.      |
| Mikael Löfgren Jonas Eriksson Tord Wiksten Fredrik Kuoppa | 4 × 7,5 km váltó | 0+14        | 1:25:25,7   | 10.      |

Női
| Versenyző                                                                     | Versenyszám      | Lövőhiba    | Időeredmény | Helyezés |
| ----------------------------------------------------------------------------- | ---------------- | ----------- | ----------- | -------- |
| Kristina Brounéus                                                             | 7,5 km sprint    | 2 (1+1)     | 26:05,3     | 50.      |
| Kristina Brounéus                                                             | 15 km egyéni     | 5 (0+2+2+1) | 1:09:51,1   | 64.      |
| Magdalena Forsberg-Wallin                                                     | 7,5 km sprint    | 3 (0+3)     | 24:19,5     | 17.      |
| Magdalena Forsberg-Wallin                                                     | 15 km egyéni     | 3 (0+1+2+0) | 57:16,9     | 14.      |
| Maria Schylander                                                              | 7,5 km sprint    | 4 (2+2)     | 27:46,9     | 60.      |
| Maria Schylander                                                              | 15 km egyéni     | 4 (1+1+0+2) | 1:02:35,0   | 49.      |
| Eva-Karin Westin                                                              | 7,5 km sprint    | 1 (1+0)     | 26:07,8     | 51.      |
| Eva-Karin Westin                                                              | 15 km egyéni     | 2 (1+1+0+0) | 1:03:00,5   | 52.      |
| Maria Schylander Magdalena Forsberg-Wallin Kristina Brounéus Eva-Karin Westin | 4 × 7,5 km váltó | 0+7         | 1:44:50,8   | 10.      |

## Curling

### Férfi
- Peja Lindholm
- Tomas Nordin
- Magnus Swartling
- Peter Narup
- Marcus Feldt

#### Eredmények
Csoportkör
| Nemzet           | Szkip             | Gy | V |
| ---------------- | ----------------- | -- | - |
| Kanada           | Mike Harris       | 6  | 1 |
| Norvégia         | Eigil Ramsfjell   | 5  | 2 |
| Svájc            | Patrick Hürlimann | 5  | 2 |
| Egyesült Államok | Tim Somerville    | 3  | 4 |
| Japán            | Curuga Makoto     | 3  | 4 |
| Svédország       | Peja Lindholm     | 3  | 4 |
| Nagy-Britannia   | Douglas Dryburgh  | 2  | 5 |
| Németország      | Andy Kapp         | 1  | 6 |

- február 9., 14:00

| Sheet D            | Sheet D                       | 1 | 2 | 3 | 4 | 5 | 6 | 7 | 8 | 9 | 10 | VE |
| 1. end utolsó köve | Egyesült Államok (Somerville) | 1 | 0 | 0 | 0 | 0 | 0 | 0 | 1 | 0 | 0  | 2  |
|                    | Svédország (Lindholm)         | 0 | 0 | 0 | 0 | 0 | 1 | 0 | 0 | 2 | 3  | 6  |

- február 10., 9:00

| Sheet A            | Sheet A               | 1 | 2 | 3 | 4 | 5 | 6 | 7 | 8 | 9 | 10 | 11 | VE |
| 1. end utolsó köve | Japán (Curuga)        | 0 | 1 | 0 | 1 | 1 | 0 | 1 | 1 | 0 | 0  | 1  | 6  |
|                    | Svédország (Lindholm) | 0 | 0 | 1 | 0 | 0 | 1 | 0 | 0 | 3 | 0  | 0  | 5  |

- február 10., 19:00

| Sheet B            | Sheet B               | 1 | 2 | 3 | 4 | 5 | 6 | 7 | 8 | 9 | 10 | VE |
|                    | Németország (Kapp)    | 0 | 1 | 0 | 1 | 0 | 1 | 1 | 0 | 2 | 0  | 6  |
| 1. end utolsó köve | Svédország (Lindholm) | 1 | 0 | 1 | 0 | 3 | 0 | 0 | 1 | 0 | 1  | 7  |

- február 11., 14:00

| Sheet D            | Sheet D                   | 1 | 2 | 3 | 4 | 5 | 6 | 7 | 8 | 9 | 10 | VE |
| 1. end utolsó köve | Svédország (Lindholm)     | 2 | 0 | 0 | 1 | 0 | 3 | 0 | 1 | 0 | 0  | 7  |
|                    | Nagy-Britannia (Dryburgh) | 0 | 0 | 1 | 0 | 3 | 0 | 1 | 0 | 0 | 0  | 5  |

- február 12., 9:00

| Sheet C            | Sheet C               | 1 | 2 | 3 | 4 | 5 | 6 | 7 | 8 | 9 | 10 | VE |
| 1. end utolsó köve | Norvégia (Ramsfjell)  | 1 | 1 | 1 | 0 | 0 | 1 | 1 | 1 | 0 | 1  | 7  |
|                    | Svédország (Lindholm) | 0 | 0 | 0 | 2 | 0 | 0 | 0 | 0 | 2 | 0  | 4  |

- február 12., 19:00

| Sheet B            | Sheet B               | 1 | 2 | 3 | 4 | 5 | 6 | 7 | 8 | 9 | 10 | VE |
|                    | Svédország (Lindholm) | 1 | 0 | 0 | 0 | 1 | 0 | 0 | 0 | 1 | X  | 3  |
| 1. end utolsó köve | Kanada (Harris)       | 0 | 2 | 2 | 0 | 0 | 0 | 1 | 1 | 0 | X  | 6  |

- február 13., 14:00

| Sheet C            | Sheet C               | 1 | 2 | 3 | 4 | 5 | 6 | 7 | 8 | 9 | 10 | VE |
|                    | Svédország (Lindholm) | 0 | 1 | 0 | 0 | 1 | 0 | 0 | 0 | X | X  | 2  |
| 1. end utolsó köve | Svájc (Hürlimann)     | 2 | 0 | 0 | 1 | 0 | 1 | 3 | 1 | X | X  | 8  |

Rájátszás
- február 13., 19:00

| Sheet B            | Sheet B                       | 1 | 2 | 3 | 4 | 5 | 6 | 7 | 8 | 9 | 10 | VE |
| 1. end utolsó köve | Egyesült Államok (Somerville) | 0 | 0 | 0 | 3 | 0 | 0 | 1 | 1 | 0 | X  | 5  |
|                    | Svédország (Lindholm)         | 0 | 0 | 1 | 0 | 0 | 0 | 0 | 0 | 1 | X  | 2  |

| Csapat     | Helyezés |
| ---------- | -------- |
| Svédország | 6.       |

### Női
- Elisabet Gustafson
- Katarina Nyberg
- Louise Marmont
- Elizabeth Persson
- Margaretha Lindahl

#### Eredmények
Csoportkör
| Nemzet           | Szkip                | Gy | V |
| ---------------- | -------------------- | -- | - |
| Kanada           | Sandra Schmirler     | 6  | 1 |
| Svédország       | Elisabet Gustafson   | 6  | 1 |
| Dánia            | Helena Blach Lavrsen | 5  | 2 |
| Nagy-Britannia   | Kirsty Hay           | 4  | 3 |
| Japán            | Ókucu Majumi         | 2  | 5 |
| Norvégia         | Dordi Nordby         | 2  | 5 |
| Egyesült Államok | Lisa Schoeneberg     | 2  | 5 |
| Németország      | Andrea Schöpp        | 1  | 6 |

- február 9., 9:00

| Sheet A            | Sheet A                | 1 | 2 | 3 | 4 | 5 | 6 | 7 | 8 | 9 | 10 | VE |
|                    | Norvégia (Nordby)      | 0 | 0 | 0 | 1 | 0 | 1 | 0 | 0 | 0 | X  | 2  |
| 1. end utolsó köve | Svédország (Gustafson) | 0 | 0 | 2 | 0 | 2 | 0 | 1 | 1 | 2 | X  | 8  |

- február 9., 19:00

| Sheet C            | Sheet C                        | 1 | 2 | 3 | 4 | 5 | 6 | 7 | 8 | 9 | 10 | VE |
|                    | Svédország (Gustafson)         | 1 | 0 | 1 | 1 | 0 | 2 | 2 | 0 | 1 | X  | 8  |
| 1. end utolsó köve | Egyesült Államok (Schoeneberg) | 0 | 0 | 0 | 0 | 3 | 0 | 0 | 2 | 0 | X  | 5  |

- február 10., 14:00

| Sheet D            | Sheet D                | 1 | 2 | 3 | 4 | 5 | 6 | 7 | 8 | 9 | 10 | 11 | VE |
| 1. end utolsó köve | Svédország (Gustafson) | 0 | 0 | 0 | 1 | 0 | 0 | 0 | 2 | 1 | 0  | 1  | 5  |
|                    | Dánia (Lavrsen)        | 0 | 0 | 0 | 0 | 0 | 1 | 1 | 0 | 0 | 2  | 0  | 4  |

- február 11., 9:00

| Sheet B            | Sheet B                | 1 | 2 | 3 | 4 | 5 | 6 | 7 | 8 | 9 | 10 | VE |
| 1. end utolsó köve | Japán (Ókucu)          | 2 | 0 | 2 | 0 | 0 | 1 | 0 | 1 | 0 | X  | 6  |
|                    | Svédország (Gustafson) | 0 | 1 | 0 | 0 | 3 | 0 | 4 | 0 | 4 | X  | 12 |

- február 11., 19:00

| Sheet D            | Sheet D                | 1 | 2 | 3 | 4 | 5 | 6 | 7 | 8 | 9 | 10 | VE |
|                    | Németország (Schöpp)   | 0 | 0 | 1 | 0 | 0 | 0 | 1 | 1 | 0 | X  | 3  |
| 1. end utolsó köve | Svédország (Gustafson) | 0 | 2 | 0 | 0 | 2 | 2 | 0 | 0 | 2 | X  | 8  |

- február 12., 14:00

| Sheet A            | Sheet A                | 1 | 2 | 3 | 4 | 5 | 6 | 7 | 8 | 9 | 10 | VE |
| 1. end utolsó köve | Svédország (Gustafson) | 0 | 2 | 0 | 1 | 0 | 0 | 0 | 1 | 1 | X  | 5  |
|                    | Kanada (Schmirler)     | 0 | 0 | 3 | 0 | 1 | 1 | 2 | 0 | 0 | X  | 7  |

- február 13., 9:00

| Sheet C            | Sheet C                | 1 | 2 | 3 | 4 | 5 | 6 | 7 | 8 | 9 | 10 | VE |
| 1. end utolsó köve | Nagy-Britannia (Hay)   | 0 | 1 | 1 | 0 | 1 | 0 | 2 | 0 | 0 | X  | 5  |
|                    | Svédország (Gustafson) | 1 | 0 | 0 | 2 | 0 | 1 | 0 | 0 | 4 | X  | 8  |

Elődöntő
- február 14., 14:00

| Sheet D            | Sheet D                | 1 | 2 | 3 | 4 | 5 | 6 | 7 | 8 | 9 | 10 | VE |
| 1. end utolsó köve | Dánia (Lavrsen)        | 1 | 0 | 0 | 1 | 2 | 2 | 1 | 0 | 0 | X  | 7  |
|                    | Svédország (Gustafson) | 0 | 0 | 2 | 0 | 0 | 0 | 0 | 2 | 1 | X  | 5  |

Bronzmérkőzés
- február 15., 9:00

| Sheet C            | Sheet C                | 1 | 2 | 3 | 4 | 5 | 6 | 7 | 8 | 9 | 10 | VE |
| 1. end utolsó köve | Svédország (Gustafson) | 2 | 0 | 2 | 0 | 1 | 0 | 4 | 1 | 0 | X  | 10 |
|                    | Nagy-Britannia (Hay)   | 0 | 1 | 0 | 2 | 0 | 2 | 0 | 0 | 1 | X  | 6  |

| Csapat     | Helyezés |
| ---------- | -------- |
| Svédország |          |

## Jégkorong

### Férfi
| Svéd nemzeti férfi jégkorongcsapat-játékoskeret | Svéd nemzeti férfi jégkorongcsapat-játékoskeret | Svéd nemzeti férfi jégkorongcsapat-játékoskeret |
| #                                               | Név                                             | Poszt                                           |
| ----------------------------------------------- | ----------------------------------------------- | ----------------------------------------------- |
| 1                                               | Johan Hedberg                                   | K                                               |
| 30                                              | Tommy Söderström                                | K                                               |
| 35                                              | Tommy Salo                                      | K                                               |
| 2                                               | Mattias Öhlund                                  | V                                               |
| 3                                               | Tommy Albelin                                   | V                                               |
| 4                                               | Nicklas Lidström                                | V                                               |
| 6                                               | Calle Johansson                                 | V                                               |
| 14                                              | Mattias Norström                                | V                                               |
| 33                                              | Marcus Ragnarsson                               | V                                               |
| 11                                              | Daniel Alfredsson                               | T                                               |
| 13                                              | Mats Sundin                                     | T                                               |
| 17                                              | Tomas Sandström                                 | T                                               |
| 19                                              | Mikael Renberg                                  | T                                               |
| 20                                              | Jörgen Jönsson                                  | T                                               |
| 21                                              | Peter Forsberg                                  | T                                               |
| 22                                              | Ulf Dahlén                                      | T                                               |
| 24                                              | Patric Kjellberg                                | T                                               |
| 34                                              | Mikael Andersson                                | T                                               |
| 37                                              | Niklas Sundström                                | T                                               |
| 38                                              | Andreas Johansson                               | T                                               |
| 41                                              | Mats Lindgren                                   | T                                               |
| 92                                              | Michael Nylander                                | T                                               |

- Posztok rövidítései: K – Kapus, V – Védő, T – Támadó

#### Eredmények
Csoportkör
C csoport
| Csapat           | M | Gy | D | V | G+ | G– | Gk  | P |
| ---------------- | - | -- | - | - | -- | -- | --- | - |
| Kanada           | 3 | 3  | 0 | 0 | 12 | 3  | +9  | 6 |
| Svédország       | 3 | 2  | 0 | 1 | 11 | 7  | +4  | 4 |
| Egyesült Államok | 3 | 1  | 0 | 2 | 8  | 10 | –2  | 2 |
| Fehéroroszország | 3 | 0  | 0 | 3 | 4  | 15 | –11 | 0 |

| 1998. február 13. | Svédország (SWE) | 4 – 2 (1–2, 2–0, 1–0) | Egyesült Államok | The Big Hat/ Aqua Wing Arena, Nagano Nézőszám: 9985 |

|  |  |  |  |  |
|  |  |  |  |  |
|  |  |  |  |  |
|  |  |  |  |  |

| 1998. február 14. | Kanada (CAN) | 3 – 2 (0–1, 3–0, 0–1) | Svédország | The Big Hat/ Aqua Wing Arena, Nagano Nézőszám: 9945 |

|  |  |  |  |  |
|  |  |  |  |  |
|  |  |  |  |  |
|  |  |  |  |  |

| 1998. február 16. | Svédország (SWE) | 5 – 2 (0–2, 1–1, 1–2) | Fehéroroszország | The Big Hat/ Aqua Wing Arena, Nagano Nézőszám: 4235 |

|  |  |  |  |  |
|  |  |  |  |  |
|  |  |  |  |  |
|  |  |  |  |  |

Negyeddöntő
| 1998. február 18. | Finnország (FIN) | 2 – 1 (0–0, 0–0, 2–1) | Svédország | The Big Hat/ Aqua Wing Arena, Nagano Nézőszám: 5044 |

|  |  |  |  |  |
|  |  |  |  |  |
|  |  |  |  |  |
|  |  |  |  |  |

| Csapat     | Helyezés |
| ---------- | -------- |
| Svédország | 5.       |

### Női
| Svéd nemzeti női jégkorongcsapat-játékoskeret | Svéd nemzeti női jégkorongcsapat-játékoskeret | Svéd nemzeti női jégkorongcsapat-játékoskeret |
| #                                             | Név                                           | Poszt                                         |
| --------------------------------------------- | --------------------------------------------- | --------------------------------------------- |
| 1                                             | Lotta Göthesson                               | K                                             |
| 30                                            | Annica Åhlén                                  | K                                             |
| 4                                             | Linda Gustafsson                              | V                                             |
| 20                                            | Pernilla Burholm                              | V                                             |
| 23                                            | Gunilla Andersson                             | V                                             |
| 25                                            | Therese Sjölander                             | V                                             |
| 26                                            | Pia Morelius                                  | V                                             |
| 27                                            | Ylva Lindberg                                 | V                                             |
| 29                                            | Åsa Lidström                                  | V                                             |
| 7                                             | Maria Rooth                                   | T                                             |
| 8                                             | Erika Holst                                   | T                                             |
| 11                                            | Kristina Bergstrand                           | T                                             |
| 12                                            | Malin Gustafsson                              | T                                             |
| 15                                            | Lotta Almblad                                 | T                                             |
| 18                                            | Åsa Elfving                                   | T                                             |
| 19                                            | Tina Månsson                                  | T                                             |
| 21                                            | Joa Elfsberg                                  | T                                             |
| 22                                            | Anne Ferm                                     | T                                             |
| 24                                            | Ann-Louise Edstrand                           | T                                             |
| 28                                            | Susanne Ceder                                 | T                                             |

- Posztok rövidítései: K – Kapus, V – Védő, T – Támadó

#### Eredmények
Csoportkör
| Csapat           | M | Gy | D | V | G+ | G– | Gk  | P  |
| ---------------- | - | -- | - | - | -- | -- | --- | -- |
| Egyesült Államok | 5 | 5  | 0 | 0 | 33 | 7  | +26 | 10 |
| Kanada           | 5 | 4  | 0 | 1 | 28 | 12 | +16 | 8  |
| Finnország       | 5 | 3  | 0 | 2 | 27 | 10 | +17 | 6  |
| Kína             | 5 | 2  | 0 | 3 | 10 | 15 | –5  | 4  |
| Svédország       | 5 | 1  | 0 | 4 | 10 | 21 | –11 | 2  |
| Japán            | 5 | 0  | 0 | 5 | 2  | 45 | –43 | 0  |

| 1998. február 8. | Svédország (SWE) | 0 – 6 (0–2, 0–2, 0–2) | Finnország | Nagano |

|  |  |  |  |  |
|  |  |  |  |  |
|  |  |  |  |  |
|  |  |  |  |  |

| 1998. február 9. | Egyesült Államok (USA) | 7 – 1 (1–1, 4–0, 2–0) | Svédország | Nagano |

|  |  |  |  |  |
|  |  |  |  |  |
|  |  |  |  |  |
|  |  |  |  |  |

| 1998. február 11. | Svédország (SWE) | 3 – 5 (0–2, 2–2, 1–1) | Kanada | Nagano |

|  |  |  |  |  |
|  |  |  |  |  |
|  |  |  |  |  |
|  |  |  |  |  |

| 1998. február 12. | Kína (CHN) | 3 – 1 (0–0, 0–1, 3–0) | Svédország | Nagano |

|  |  |  |  |  |
|  |  |  |  |  |
|  |  |  |  |  |
|  |  |  |  |  |

| 1998. február 14. | Japán (JPN) | 0 – 5 (0–2, 0–2, 0–1) | Svédország | Nagano |

|  |  |  |  |  |
|  |  |  |  |  |
|  |  |  |  |  |
|  |  |  |  |  |

| Csapat     | Helyezés |
| ---------- | -------- |
| Svédország | 5.       |

## Műkorcsolya
| Versenyző        | Versenyszám | Rövid program     | Rövid program | Rövid program | Kűr               | Kűr     | Kűr         | Összesítés         | Összesítés |
| Versenyző        | Versenyszám | Több. hely. száma | Hely.         | Hely. pont.   | Több. hely. száma | Hely.   | Hely. pont. | Helyezési pontszám | Helyezés   |
| ---------------- | ----------- | ----------------- | ------------- | ------------- | ----------------- | ------- | ----------- | ------------------ | ---------- |
| Helena Grundberg | Női egyéni  | 6×25+             | 26.           | 13,0          | kiesett           | kiesett | kiesett     | kiesett            | kiesett    |

## Rövidpályás gyorskorcsolya
Férfi
| Versenyző        | Versenyszám | Előfutam | Előfutam | Negyeddöntő | Negyeddöntő | Elődöntő | Elődöntő | B döntő | B döntő | Döntő   | Döntő   | Helyezés |
| Versenyző        | Versenyszám | Idő      | Hely.    | Idő         | Hely.       | Idő      | Hely.    | Idő     | Hely.   | Idő     | Hely.   | Helyezés |
| ---------------- | ----------- | -------- | -------- | ----------- | ----------- | -------- | -------- | ------- | ------- | ------- | ------- | -------- |
| Martin Johansson | 500 m       | 44,003   | 3.       | kiesett     | kiesett     | kiesett  | kiesett  | kiesett | kiesett | kiesett | kiesett | 20.      |
| Martin Johansson | 1000 m      | 1:31,515 | 1.       | 1:33,047    | 4.          | kiesett  | kiesett  | kiesett | kiesett | kiesett | kiesett | 12.      |

## Síakrobatika
Ugrás
| Versenyző           | Versenyszám | Selejtező | Selejtező | Döntő   | Döntő    |
| Versenyző           | Versenyszám | Pont      | Helyezés  | Pont    | Helyezés |
| ------------------- | ----------- | --------- | --------- | ------- | -------- |
| Liselotte Johansson | Női         | 140,23    | 18.       | kiesett | kiesett  |

Mogul
| Versenyző       | Versenyszám | Selejtező | Selejtező | Döntő   | Döntő    |
| Versenyző       | Versenyszám | Pont      | Helyezés  | Pont    | Helyezés |
| --------------- | ----------- | --------- | --------- | ------- | -------- |
| Roger Hållander | Férfi       | 23,35     | 22.       | kiesett | kiesett  |
| Kurre Lansburgh | Férfi       | 25,14     | 4.        | 24,71   | 9.       |
| Jesper Rönnbäck | Férfi       | 24,16     | 14.       | 25,32   | 6.       |
| Patrik Sundberg | Férfi       | 24,19     | 13.       | 23,00   | 14.      |
| Jenny Eidolf    | Női         | 19,74     | 21.       | kiesett | kiesett  |
| Marja Elfman    | Női         | 23,03     | 5.        | 22,58   | 12.      |
| Sara Kjellin    | Női         | 21,59     | 14.       | 21,52   | 14.      |

## Sífutás
Férfi
| Versenyző                                                       | Versenyszám         | Eredmény      | Helyezés      |
| --------------------------------------------------------------- | ------------------- | ------------- | ------------- |
| Anders Bergström                                                | 30 km               | 1:40:30,8     | 23.           |
| Per Elofsson                                                    | 30 km               | 1:38:47,0     | 10.           |
| Henrik Forsberg                                                 | 10 km               | 30:55,7       | 56.           |
| Henrik Forsberg                                                 | 15 km üldözőverseny | 44:04,9       | 31.           |
| Henrik Forsberg                                                 | 30 km               | 1:40:44,1     | 25.           |
| Henrik Forsberg                                                 | 50 km               | nem ért célba | nem ért célba |
| Mathias Fredriksson                                             | 50 km               | 2:14:05,9     | 20.           |
| Niklas Jonsson                                                  | 10 km               | 29:04,9       | 25.           |
| Niklas Jonsson                                                  | 15 km üldözőverseny | 41:01,7       | 10.           |
| Niklas Jonsson                                                  | 50 km               | 2:05:16,3     |               |
| Torgny Mogren                                                   | 50 km               | 2:17:28,8     | 34.           |
| Mathias Fredriksson Niklas Jonsson Per Elofsson Henrik Forsberg | 4 × 10 km váltó     | 1:42:25,2     | 4.            |

Női
| Versenyző                                                                  | Versenyszám         | Eredmény  | Helyezés |
| -------------------------------------------------------------------------- | ------------------- | --------- | -------- |
| Elin Ek                                                                    | 5 km                | 19:19,2   | 43.      |
| Elin Ek                                                                    | 15 km               | 51:51,0   | 35.      |
| Anette Fanqvist                                                            | 30 km               | 1:33:10,7 | 37.      |
| Antonina Ordina                                                            | 5 km                | 18:50,7   | 24.      |
| Antonina Ordina                                                            | 10 km üldözőverseny | 30:35,6   | 19.      |
| Antonina Ordina                                                            | 15 km               | 50:12,6   | 19.      |
| Antonina Ordina                                                            | 30 km               | 1:26:13,8 | 11.      |
| Karin Säterkvist                                                           | 5 km                | 19:12,9   | 36.      |
| Karin Säterkvist                                                           | 10 km üldözőverseny | 31:49,4   | 28.      |
| Karin Säterkvist                                                           | 15 km               | 51:02,6   | 25.      |
| Karin Säterkvist                                                           | 30 km               | 1:34:15,1 | 45.      |
| Antonina Ordina Anette Fanqvist Magdalena Forsberg-Wallin Karin Säterkvist | 4 × 5 km váltó      | 56:55,2   | 4.       |

## Snowboard
Halfpipe
| Versenyző        | Versenyszám | 1. selejtező | 1. selejtező | 2. selejtező | 2. selejtező | Döntő      | Döntő      | Döntő   | Helyezés |
| Versenyző        | Versenyszám | Pont         | Hely.        | Pont         | Hely.        | 1. forduló | 2. forduló | Össz.   | Helyezés |
| ---------------- | ----------- | ------------ | ------------ | ------------ | ------------ | ---------- | ---------- | ------- | -------- |
| Ingemar Backman  | Férfi       | 35,5         | 17.          | 37,0         | 14.          | kiesett    | kiesett    | kiesett | 22.      |
| Jacob Söderqvist | Férfi       | 30,9         | 30.          | 39,2         | 8.           | 38,3       | 39,5       | 77,8    | 6.       |
| Pontus Ståhlkloo | Férfi       | 33,5         | 22.          | 37,9         | 10.          | kiesett    | kiesett    | kiesett | 18.      |
| Fredrik Sterner  | Férfi       | 32,4         | 25.          | 36,5         | 15.          | kiesett    | kiesett    | kiesett | 23.      |
| Anna Hellman     | Női         | 20,0         | 26.          | 22,7         | 18.*         | kiesett    | kiesett    | kiesett | 23.      |
| Jenny Jonsson    | Női         | 34,5         | 3.           |              |              | 31,8       | 34,1       | 65,9    | 7.       |
| Jennie Waara     | Női         | 31,9         | 10.          | 34,5         | 4.           | 30,9       | 31,8       | 62,7    | 8.       |

Giant slalom
| Versenyző           | Versenyszám | 1. futam | 1. futam | 2. futam      | 2. futam      | Összesítés | Összesítés |
| Versenyző           | Versenyszám | Idő      | Hely.    | Idő           | Hely.         | Idő        | Helyezés   |
| ------------------- | ----------- | -------- | -------- | ------------- | ------------- | ---------- | ---------- |
| Stephen Copp        | Férfi       | 1:04,14  | 25.      | 1:07,75       | 14.           | 2:11,89    | 18.        |
| Richard Richardsson | Férfi       | 1:02,93  | 18.      | nem ért célba | nem ért célba | kiesett    | kiesett    |
| Marie Birkl         | Női         | 1:15,99  | 13.      | 1:07,92       | 4.            | 2:23,91    | 10.        |

* - egy másik versenyzővel azonos eredményt ért el

## Szánkó
| Versenyző                     | Versenyszám | 1. futam | 1. futam | 2. futam | 2. futam | 3. futam | 3. futam | 4. futam | 4. futam | Összesítés | Összesítés |
| Versenyző                     | Versenyszám | Idő      | Hely.    | Idő      | Hely.    | Idő      | Hely.    | Idő      | Hely.    | Idő        | Helyezés   |
| ----------------------------- | ----------- | -------- | -------- | -------- | -------- | -------- | -------- | -------- | -------- | ---------- | ---------- |
| Mikael Holm                   | Férfi egyes | 50,324   | 11.      | 50,197   | 14.      | 50,146   | 13.      | 50,131   | 10.      | 3:20,798   | 11.        |
| Anders Söderberg              | Férfi egyes | 50,878   | 23.      | 50,696   | 21.      | 50,708   | 18.      | 50,747   | 21.      | 3:23,029   | 21.        |
| Bengt Walden                  | Férfi egyes | 50,750   | 21.      | 50,479   | 18.      | 50,722   | 20.      | 50,601   | 18.      | 3:22,552   | 19.        |
| Anders Söderberg Bengt Walden | Kettes      | 51,725   | 14.      | 51,137   | 11.      |          |          |          |          | 1:42,862   | 12.        |